# Mount Estes
Mount Estes ist ein 600 m hoher und abgeflachter Berg auf Black Island im antarktischen Ross-Archipel. Er ragt 4 km südlich des Mount Aurora auf und ähnelt in seiner Form dem Massiv des Kap Beck am südlichen Ende der Insel.
Das Advisory Committee on Antarctic Names benannte ihn 1999 nach dem US-amerikanischen Geophysiker Steve A. Estes von der University of Alaska Fairbanks, der in zwei antarktischen Sommerkampagnen zwischen 1980 und 1982 die Seismik des Mount Erebus auf der benachbarten Ross-Insel untersucht hatte.